# Chlorissa rufotincta
Chlorissa rufotincta är en fjärilsart som beskrevs av Burrows 1908. Chlorissa rufotincta ingår i släktet Chlorissa och familjen mätare. Inga underarter finns listade i Catalogue of Life.